# Francisco de Ribera y Medina
Francisco de Ribera y Medina (Toledo, hacia 1582-1646) fue un almirante y corsario español. Nacido en una familia poco distinguida, ganó renombre en el Mediterráneo a las órdenes del Duque de Osuna antes de ser llamado al Atlántico, donde dirigió y reorganizó la Armada de Flandes en cooperación con los corsarios dunkerqueses.
Invicto a lo largo de su carrera, Ribera militó con gran éxito en casi todos los teatros marítimos de la Monarquía Hispánica, contra turcos, berberiscos, venecianos, holandeses e ingleses, obteniendo victorias en imponente inferioridad numérica. Aunque poco conocido en la historiografía, se le ha llegado a considerar el almirante más brillante y efectivo del siglo XVII por méritos propios.

## Biografía
Era hijo de Pedro Fernández de Rivera, natural de León y mayordomo del obispo de Lugo, e Isabel de Medina, natural de Mascaraque, Toledo. Quedó huérfano de padre a muy temprana edad y, no teniendo su madre recursos para proporcionarle una buena educación, tuvo que hacer carrera con las armas. Se sabe que tuvo diversos duelos o lances de honor, incluyendo uno en el que mató a un hombre e hirió a otros cinco que trataron de arrestarle, por lo que tuvo que huir a Cádiz. Allí comenzó a dedicarse a los asuntos del mar, sirviendo desde 1603 en la armada de Luis Fajardo y Chacón.

### Primeros años
Sólo un año después de su llegada, la flota de Fajardo derrotó a un convoy otomano, y en su transcurso Ribera tuvo su primera hazaña capturando una nave turca entera, por la que Fajardo le recompensó con creces. En 1605 estaba de nuevo en la armada de Fajardo cuando cruzaron el Atlántico en dirección a las Indias, donde realizaron operaciones contra los piratas y corsarios extranjeros que hostigaban las posesiones ibéricas locales. Enterados de que una flota holandesa solía atacar Cumaná e Isla de Margarita, Fajardo la buscó y encontró alrededor de las salinas de Araya, donde con sus 14 galeones derrotó a 19 urcas holandesas, que trataban de robar sal para el comercio neerlandés. Todos los tripulantes enemigos serían ejecutados a modo de castigo ejemplar. Tras la acción derrotó a otros 16 galeones holandeses.
Probablemente, Ribera estuvo presente también en la batalla del Cabo de San Vicente, cuando la flota de Fajardo venció a una holandesa en su retorno a España, y en la operación de Túnez de 1609, en la que Fajardo y su hijo Juan arrasaron con apoyo francés el puerto moro de La Goleta. En algún momento adquirió además el grado de alférez. Sin embargo, poco después hirió en duelo a un capitán y tuvo que huir de nuevo. Tras la firma de la tregua de los doce años con los neerlandeses, en el único lugar donde todavía se peleaba de firme, se alista en la armada del Duque de Osuna.

### Armadas de Sicilia y Nápoles
Pedro Téllez-Girón, tercer duque de Osuna, y que la posteridad llamaría el Grande Osuna, había formado a sus expensas una armada que, desde su virreinato de Sicilia primero y de Nápoles después, mantenía el prestigio de las armas de España en el mar Mediterráneo. No era Osuna muy riguroso con los antecedentes de su gente si peleaban bien, así que incluyó a Ribera entre los suyos, los llamados bravos, manteniéndole en su cargo de alférez y dándole el mando del galeón de 36 cañones San Juan Bautista, primero de una flota privada que Osuna estaba armando.
En diciembre de 1615, la flota de galeras de transporte Pedro de Gamboa y Leyva apresó un convoy perteneciente al turco Azan Mariol, tras lo que Ribera salió a asistirles como refuerzo con el galeón y una tartana de abordaje. Llegó a tiempo de repeler a dos grandes naos berberiscas, tras lo que éstas fueron a guarecerse al puerto tunecino de La Goleta y él a reaprovisionarse a Trapani. Sin embargo, tan pronto como estuvo rearmado, Ribera llevó a cabo una razia en La Goleta, capturando cuatro barcos locales antes de que la artillería de puerto pudiera alcanzarle. Tras esta actuación, fue ascendido por el duque a capitán.
Su mayor éxito militar lo obtendría el 14 de julio de 1616 en el batalla del cabo Celidonia, así llamada por haber acontecido en el Cabo Gelidonya de la costa sur de Turquía. Ese día cinco galeones españoles se enfrentaron a cincuenta y cinco galeras turcas. A pesar de la superioridad de hombres y cañones de los turcos tras el primer día de ataque, no lograron alcanzar a las naves de Ribera y por el contrario perdieron ocho naves. Al día siguiente, aunque llegaron a acercarse a las naves cristianas, volvieron a ser rechazadas, esta vez con diez galeras perdidas o dañadas. El tercer día hubo un nuevo intento de los turcos por tomar las naves españolas, volviendo a fracasar a pesar de su aparente ventaja.
La noticia de la victoria, la mayor de la cristiandad sobre el turco desde la batalla de Lepanto, resonó por Europa. Osuna inmediatamente solicitó al rey Felipe III que nombrase almirante a Medina, cosa que hizo, además de lo cual se concedió a Ribera la Orden de Santiago, incluso aunque fuera técnicamente ineligible por tener una tatarabuela conversa (el proceso de entregarle la cédula de la orden se extendería varios años debido a lo unusual de romper este requisito, pero el propio Papa Urbano VIII intercedería para zanjar la cuestión en 1624). Luis Vélez de Guevara escribió la comedia El asombro de Turquía y valiente toledano en honor a esta batalla.
Las siguientes campañas realizadas por Ribera fueron en 1616 contra la República de Venecia, siempre dispuesta a conspirar contra los intereses de España. Ribera y su colega Octavio de Aragón dieron corso a la Serenísima, causando estragos en el comercio de la república y atrayendo toda clase de quejas políticas. En el mayor de los encuentros, tras adentrarse en el Adriático, a la altura de Ragusa, Ribera venció y puso en fuga a una flota veneciana muy superior en número y medios, mandada por el almirante Lorenzo Venier, en la que es conocida como batalla naval de Ragusa.
En 1619, en respuesta a un gran despliegue de piratas berberiscos alrededor de Sicilia, Malta y Cerdeña, el duque envió a Ribera al mando de seis de sus galeones para limpiar las aguas. Ribera lo hizo meticulosamente en cuestión de tres meses, tras lo que se desplazó a Túnez y arrasó sus flotas, llegando a penetrar en La Goleta dos veces y quemar allí las embarcaciones locales. Tras ello ahuyentó una flota de cinco bajeles de Argel, de los que tres huyeron y dos volaron sus naves para impedir que los tomase. El mayor corsario berberisco de aquellos días, Solimán Sansón, se refugió en Susa y no volvió a salir en mucho tiempo para no toparse con Ribera.
En 1620, con la llegada al poder del Conde-duque de Olivares, cayó el Duque de Osuna en desgracia y perdió el virreinato de Nápoles. El último despliegue de Ribera bajo su mando le vio marchar con 10 galeones en compañía de Agustín de Silva con 6 galeras a ejercer el corso en la Creta veneciana, donde capturaron una docena de mercantes y los enviaron a Nápoles. Ribera continuó en dirección a Alejandría para saquear el tráfico musulmán mientras Silva se dirigía al canal de Sicilia, aunque la decisión de separarse ocasionaría que por el camino aprovechara el almirante veneciano Federico Nani, con 8 galeones, para tratar de cerrar el paso a Silva. A pesar de la tremenda desigualdad de fuerzas, sin embargo, Silva dio batalla y logró escapar con sólo una galera perdida.
En 1621 transportó a Génova a tropas destinadas a Milán, tras lo que destruyó una flota corsaria berberisca atracada en La Goleta. Guardó las costas de Sicilia hasta que en 1623 se le dio orden de regresar a España para no volver al Mediterráneo.

### Armada del Océano
El 2 de febrero de 1624 el Rey le concedió por fin el hábito de Santiago, en atención a sus méritos en la batalla de Celidonia, compensando su sangre conversa con la mediación papal. Recibió y además la encomienda de Castilleja de la Cuesta en la misma Orden de Santiago, como compensación a la tardanza por entregársele el hábito.
En octubre de ese año comandaba seis galeones de Nápoles en una armada de 25 velas a cargo de Juan Fajardo, hijo de Luis, y que además incluía también al notorio Alonso de Contreras. Tras hacer algunas presas en Berbería, la armada se topó en cerca de Málaga con una gran flota holandesa de 88 buques, a los que no lograron cerrar el paso al Mediterráneo, aunque sí hundir o capturar 22 de ellos. Aunque el buque de Ribera resultó dañado en la batalla, Contreras alabaría el liderazgo del toledano, escribiendo que "plugiera a Dios fuera general de toda esta armada el buen Ribera, que diferentemente hubiera sido servido Su Majestad, y nosotros ganado reputación". Poco después Ribera y Contreras escoltaron a la Flota de Indias.
La flota de Nápoles donde Francisco de Ribera era almirante pasó a formar parte de la armada de Fadrique de Toledo que iba a luchar a las costas de Brasil contra los neerlandeses. Tras derrotar a la armada holandesa en la histórica Jornada del Brasil, donde se reconquistó Salvador de Bahía, la flota alcanzó Cádiz en 1626 con muchas dificultades debido a los temporales, que les habían hecho perder muchos navíos y hombres. Separado de la flota, Ribera consiguió, sin embargo, salvar dos galeones y un patache; otro, el San Jorge, había naufragado a la altura de las islas Azores con toda su gente. Al poco de su llegada tuvo que participar en la Defensa de Cádiz en 1625 contra una flota anglo-holandesa.

### Armada de Flandes
En 1626, sustituyendo a Fermín de Lodosa, Ribera acaudillaba muy necesariamente la Armada de Flandes para el capitán general Ambrosio Spínola, quien le ordenó en mayo salir con todas las naves posibles. Junto a los corsarios dunkerqueses, Ribera desbarató el tráfico mercante de la prestigiosa marina holandesa, hasta entonces creída imparable. En octubre, el toledano daba un golpe de grandes proporciones al hundir con 12 galeones más de 140 pesqueros neerlandeses cerca de la costa de Escocia. Junto con una tormenta que dispersó 20 galeones que los holandeses habían enviado a bloquear Dunkerque, la conclusión del año fue un desastre para las Provincias Unidas, que llegarían a ofrecer hasta 40.000 florines de recompensa por cada barco de Dunkerque que capturasen los suyos, ya fuera español o flamenco.
En octubre de 1627 se le requirió asistir a los franceses del Cardenal Richelieu en el Asedio de La Rochela, para lo que salió tardíamente con 14 galeones y 3 pataches, pero al encontrarse con que los ingleses hostiles a Francia habían abandonado el asedio, se desvió para corsear. Debió interrumpir la labor para acudir al socorro de Gravelinas, que buques de guerra holandeses pretendían tomar, pero una vez ahuyentados estos con ayuda del corsario Adriaan van der Walle, Ribera dividió su flota en dos bajo el mando de sí mismo y de Jacob Collaert y llevó a cabo una fructuosa caza, hundiendo y capturando entre ambos más de 90 buques neerlandeses. Ribera llegó a capturarlos en los mismos puertos de Inglaterra, tomando también algunos barcos ingleses, lo que provocó el escándalo del Parlamento inglés y del rey Carlos I.
Al año siguiente, Alberto de Wallenstein solicitó ayuda a la armada de Flandes, necesitando que penetrasen en el Báltico para capturar puertos de manos de los daneses y suecos, pero no fue posible debido a la hiperextensión de fuerzas que habría supuesto.
En 1631, la armada de los Países Bajos planeaba un ataque masivo contra el tráfico hispánico, por lo que Ribera y Carlos de Bourgoigne, conde de Wacken, apostaron sus flotas en Dunquerque y Ostende. Sin embargo, al no atreverse los neerlandeses, y con la victoria de Carlos Coloma en impedirles tomar Brujas, los corsarios volvieron a salir. En otoño, Ribera asistió así mismo al famoso Michel Jacobsen, que trataba de pasar el cerco naval holandés al mando de una flota de 24 barcos cargando 4000 tropas y de más de 200.000 ducados en plata desde La Coruña. Burlando la vigilancia enemiga, Jacobsen y Ribera finalmente entraron en la Fort-Mardyck, cerca de Dunquerque. Wacken falleció el próximo año, pero Ribera continuó en sus funciones hasta 1635. Fue sustituido por otro gran almirante, Juan Claros de Guzmán, marqués de Fuentes.

## Muerte
Gracias a un memorial escrito por su hijo Pedro en 1646, en el que solicita la citada encomienda de Castilleja de la Cuesta, se sabe que falleció por ese año, que dejó poca hacienda y que quedó viuda a la napolitana Olimpia Campilongo, natural de Nocera.